# Parafia Miłosierdzia Bożego w Grójcu
Parafia pw. Miłosierdzia Bożego w Grójcu – parafia rzymskokatolicka znajdująca się w dekanacie grójeckim, archidiecezji warszawskiej, metropolii warszawskiej Kościoła katolickiego, w Grójcu.

## Historia parafii
Parafia została erygowana w 1988. Kościół parafialny wybudowano w latach 1989–1999, według projektu architekta Janusza Stępowskiego i konstruktora Janusza Zdrojewskiego, a wykonawcą była wspólnota parafialna przy współpracy inżyniera Henryka Komosy i inżyniera Romana Osińskiego. Świątynia została konsekrowana w 1999 roku.

## Proboszczowie parafii
- ks. prałat mjr Bogusław Pasternak (1988–2000)
- ks. prałat Stefan Kazulak (2000–2018)
- ks. kanonik Mirosław Lewaszkiewicz (2018–nadal)